# Glumicalyx
Glumicalyx, biljni rod iz porodice Scrophulariaceae (strupnikovke), dio je tribusa Limoselleae, potporodica Scrophularioideae. 
Postoji 6 priznatih vrsta iz Južne Afrike. Tipična vrsta je Glumicalyx montanus, polugrm raširen po Južnoj Africi i Lesotu. Nijedna vrsta nije ugrožena 

## Etimologija
Naziv roda Glumicalyx dolazi od latinske riječi "gluma" i odnosi se na čašične listove poput pljeve koji se nalaze u dnu pojedinačnih cvjetova.

## Opis
Polugrmovi.

## Vrste
1. Glumicalyx apiculatus (E.Mey.) Hilliard & B.L.Burtt
2. Glumicalyx flanaganii (Hiern) Hilliard & B.L.Burtt
3. Glumicalyx goseloides (Diels) Hilliard & B.L.Burtt
4. Glumicalyx lesuticus Hilliard & B.L.Burtt; endem iz Lesota.
5. Glumicalyx montanus Hiern
6. Glumicalyx nutans (Rolfe) Hilliard & B.L.Burtt